# Elecciones a la Asamblea de Ceuta de 2011
Las elecciones a la Asamblea de Ceuta de 2011, que dieron lugar al inicio de la V Legislatura desde el Estatuto de Autonomía de Ceuta, se celebraron el 22 de mayo de 2011, en el marco de las elecciones autonómicas de España de 2011. Fueron renovados los 25 diputados de la Asamblea. Juan Jesús Vivas Lara del Partido Popular de Ceuta revalidó la alcaldía de esta ciudad.

## Candidaturas

### Partidos políticos con representación en la Asamblea
| Candidatos                               |                       | |
| Partido                                  | Candidato             | Observaciones |
| Partido Popular de Ceuta (PP)            | Juan Jesús Vivas      | |
| Coalición Caballas (Caballas)            | Mohamed Alí           | Coalición formada por Unión Demócrata Ceutí y Partido Socialista del Pueblo de Ceuta, al no obtener representación, cuenta con el Apoyo de Izquierda Unida, Partido Democrático y Social de Ceuta, La Izquierda Plural y Equo. |
| Partido Socialista Obrero Español (PSOE) | José Antonio Carracao | |

### Partidos políticos sin representación en la Asamblea
| Candidatos                                                                                |                              |               |
| Partido                                                                                   | Candidato                    | Observaciones |
| La Falange (FE)                                                                           | Francisco Javier García      |               |
| Los Verdes-Grupo Verde (LV-GV DE CEUTA)                                                   | Juan Redondo                 |               |
| Partido Democrático y Social de Ceuta (P.D.S.C.) - Izquierda Unida - La Izquierda Plural. | Abderrafer Mohamed Abdelnebi |               |
| Unión Progreso y Democracia (UPyD)                                                        | Julián Domínguez             |               |

## Encuestas
| Encuesta               | PP    | Caballas | PSOE  | IU | UPyD | Otros |
| Resultados 2007        | 19    | 3        | 2     | 1  | -    | -     |
| PP(06/05/2010) Escaños | 19    | 4-3      | 2-3   | -  | -    | -     |
| El Mundo(01/06/2010)   | 74,3% | 9,6%     | 8,5%  | -  | -    | 7,6%  |
| Escaños                | 21    | 2        | 2     | -  | -    | -     |
| El Mundo(07/01/2011)   | 71,4% | 9,6%     | 13,5% | -  | -    | 5,9%  |
| Escaños                | 19-20 | 2        | 3-4   | -  | -    | -     |
| PP(21/01/2011) Escaños | 20    | 2        | 3     | -  | -    | -     |
| CIS(05/05/2011)        | 68,9% | 7%       | 9,4%  | -  | 2%   | 10,2% |
| Escaños                | 21    | 2        | 2     | -  | -    | -     |

## Resultados
Para optar al reparto de escaños la candidatura debe obtener al menos el 5% de los votos válidos emitidos.
| ← Elecciones a la Asamblea de Ceuta de 2011 →                                                                              |                                              |           |        |       |         |      |
| Presidente y gobierno | Partido                                      | Candidato | Votos  | %     | Escaños | +/-  |
| - Presidente: Juan Jesús Vivas - Gobierno: PP - Censo: 60.309 - Votantes: - Abstención: - Válidos: 30.710 - A candidatura: | Partido Popular de Ceuta (PP)                |           | 20.054 | 65,16 | 18      | -1   |
| - Presidente: Juan Jesús Vivas - Gobierno: PP - Censo: 60.309 - Votantes: - Abstención: - Válidos: 30.710 - A candidatura: | Coalición Caballas                           |           | 4.407  | 14,32 | 4       | +1 a |
| - Presidente: Juan Jesús Vivas - Gobierno: PP - Censo: 60.309 - Votantes: - Abstención: - Válidos: 30.710 - A candidatura: | Partido Socialista Obrero Español (PSOE)     |           | 3.601  | 11,70 | 3       | +1   |
| - Presidente: Juan Jesús Vivas - Gobierno: PP - Censo: 60.309 - Votantes: - Abstención: - Válidos: 30.710 - A candidatura: | Unión Progreso y Democracia (UPyD)           |           | 818    | 2,66  | 0       |      |
| - Presidente: Juan Jesús Vivas - Gobierno: PP - Censo: 60.309 - Votantes: - Abstención: - Válidos: 30.710 - A candidatura: | Partido Democrático y Social de Ceuta (PDSC) |           | 720    | 2,34  | 0       |      |
| - Presidente: Juan Jesús Vivas - Gobierno: PP - Censo: 60.309 - Votantes: - Abstención: - Válidos: 30.710 - A candidatura: | Los Verdes-Grupo Verde (LV-GV)               |           | 570    | 1,85  | 0       |      |
| - Presidente: Juan Jesús Vivas - Gobierno: PP - Censo: 60.309 - Votantes: - Abstención: - Válidos: 30.710 - A candidatura: | La Falange                                   |           | 138    | 0,45  | 0       |      |
| - Presidente: Juan Jesús Vivas - Gobierno: PP - Censo: 60.309 - Votantes: - Abstención: - Válidos: 30.710 - A candidatura: | Izquierda Unida                              |           | N/A    | N/A   | 0       | -1   |
| - Presidente: Juan Jesús Vivas - Gobierno: PP - Censo: 60.309 - Votantes: - Abstención: - Válidos: 30.710 - A candidatura: | En blanco                                    | N/A       | 466    |       | N/A     | N/A  |

a Respecto a Unión Demócrata Ceutí en 2007.

| Votación de investidura de Juan Jesús Vivas (PP) Mayoría absoluta: 13/25 |                        |       |
| Voto                                                                     | Partidos               | Votos |
| Sí                                                                       | PP (18)                | 18    |
| No                                                                       | Caballas (4), PSOE (3) | 7     |
| Abstenciones                                                             |                        | 0     |